# دروازه‌های جهنم

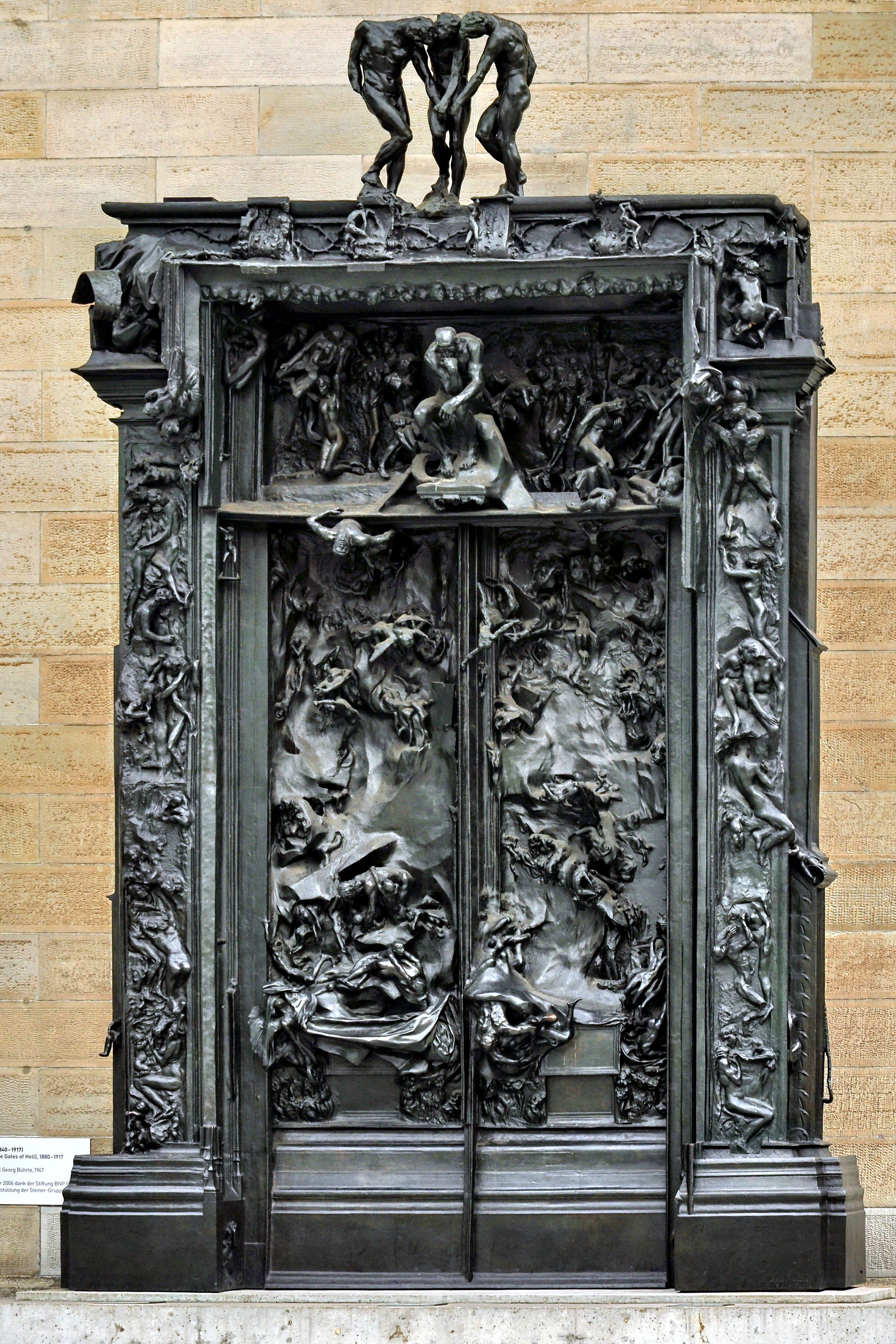
دروازه‌های جهنم, Musée Rodin.

دروازه‌های جهنم (به فرانسوی: La Porte de l'Enfer) (به انگلیسی: The Gates of Hell)، اثری گروهی و تندیسی تاریخی و شگفت‌آور از هنرمند فرانسوی آگوست رودن، (Auguste Rodin) است که صحنه‌ای از «The Inferno»، اولین بخش کتاب کمدی الهی اثر دانته آلگیری را می‌نمایاند. این اثر ۶ متر ارتفاع، ۴ متر پهنا و ۱ متر عمق دارد (به مشخصات دقیق‌تر در پایان مقاله مراجعه کنید) و شامل ۱۸۰ پیکره‌ٔ انسانی است. ارتفاع این پیکره‌ها از ۱۵ سانتی‌متر تا بیش از یک متر متغیر است. چندین پیکره مستقلانه به وسیلهٔ رودن شکل‌گیری شده بودند.

## تاریخچه
تهیهٔ مجموعهٔ مجسمه به سفارش Directorate of Fine Arts (هیئت‌رئیسهٔ هنرهای زیبا) در سال ۱۸۸۰ بود و قرار بود مجسمه در سال ۱۸۸۵ آماده شود. رودن به مدت ۳۷ سال، تا زمان مرگش در سال ۱۹۱۷ روی این پروژه کار کرد و در نهایت کار این اثر را به پایان برد.
هیئت‌رئیسه از رودن خواستند که ورودی جذابی را برای موزه‌ای که قرار بود بعدها ساخته شود (با نام Decorative Arts Museum)، تهیه کند و موضوع این ورودی را بر عهده‌ٔ خود رودن گذاشتند. رودن، دانته را پسند کرد و خواندن Inferno بر او چیره شده بود. او نقشه‌ها و طرح‌هایی از دانته را پیش از درخواست ساخت مجسمه داشت.
Decorative Arts Museum هیچ‌گاه ساخته نشد. رودن کار روی این پروژه را روی زمین در Hôtel Biron انجام داد. در نزدیکی پایان عمرش، رودن، مجسمه‌ها، طرح‌ها و حقوق بازسازی را به دولت فرانسه داد. در سال ۱۹۱۹، دو سال بعد از مرگ رودن، The Hôtel Biron به موزهٔ Musée Rodin تبدیل شد و پذیرای اثر دروازه‌های جهنم و آثار مربوطه شد.

## الهام‌ها برای دروازه‌های جهنم
پیش از ساخت مجسمه، تلاشی برای ساخت طرح نهایی دروازه‌های جهنم انجام نشده بود، اما الهام‌ها از اثر دروازه‌های بهشت ساخته‌شده به وسیلهٔ Lorenzo Ghiberti در Baptistery of St. John (تعمیدگاه St.John) واقع در فلورانس گرفته شده بودند. در قرن ۱۵، درهای برنزی، پیکره‌هایی از عهد عتیق را مجسم می‌کردند. منبع دیگر الهام گرفتن‌ها کلیسای جامع قرون وسطی بود. بعضی از آن‌ها نقش‌های نیم‌برجسته و برجسته را با هم ترکیب می‌کردند.

## پیکره‌های قابل توجه

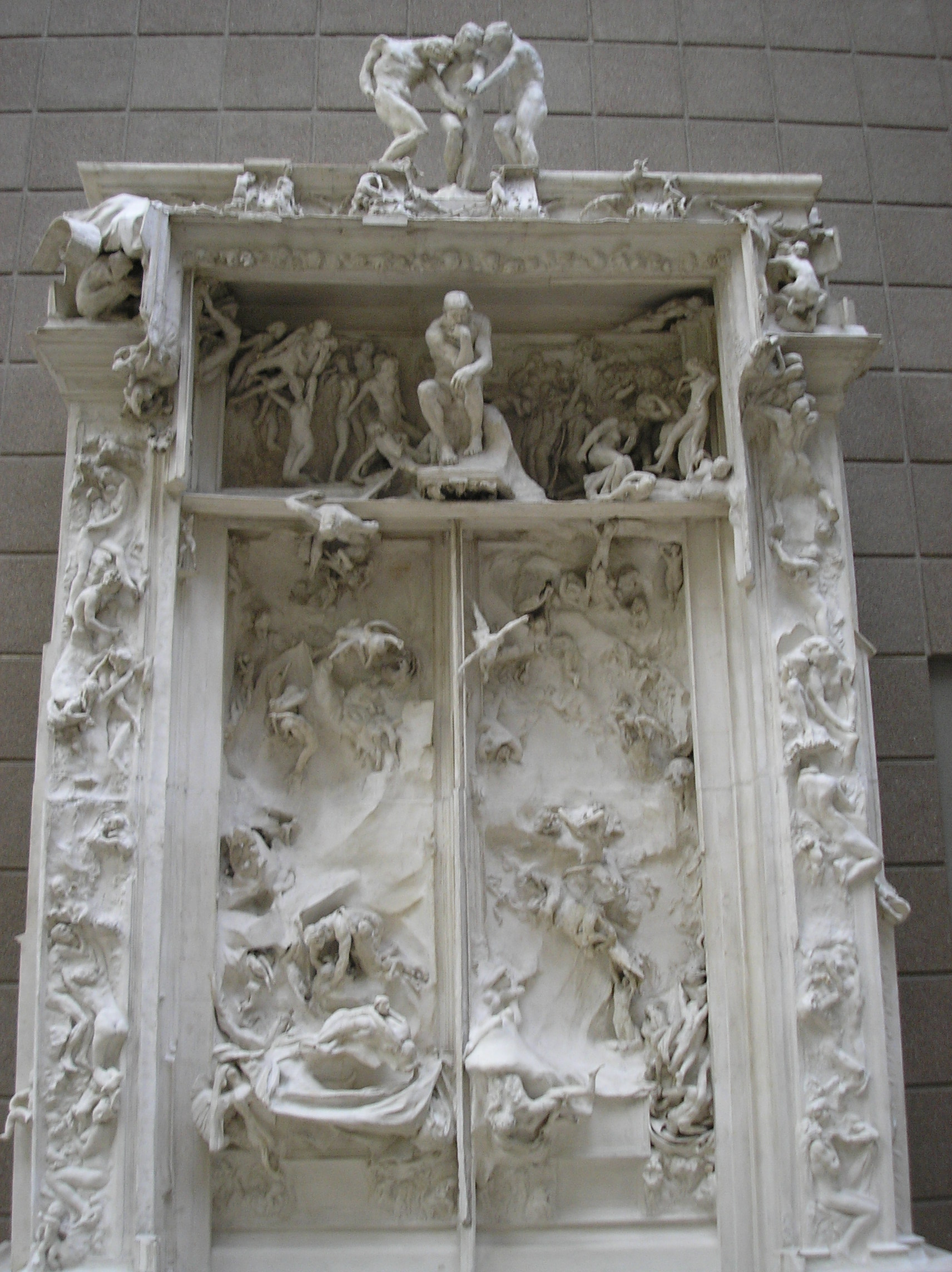
دروازه‌های جهنم - موزه اورسی.

مجسمه‌های اصلی در مقیاس بزرگ‌تر ساخته شدند و هر کدام به اثرهای هنری تبدیل شدند.
- Le Penseur (به انگلیسی: The Thinker) (به فارسی: متفکر) که هم‌چنین به آن The Poet یا شاعر نیز گفته می‌شود، بالای پانل‌های در قرار گرفته‌است. یکی از تفاسیر پیشنهاد می‌کند که احتمالاً متفکر نمایانگر دانته‌است که به سمت پایین به شخصیت‌های the inferno نگاه می‌کند. از دیگر تفاسیر آن است که متفکر، خود رودن می‌باشد که با تفکر به اثر خود نگاه می‌کند.
- Le Baiser (به انگلیسی: The Kiss) (به فارسی: بوسه) که در ابتدا همراه پیکره‌های Paolo و Francesca da Rimini در دروازه قرار داشت. رودن قصد داشت که سرور آغازین آنان را به‌علاوهٔ لعنت‌شدگی پایانی آنان نشان دهد. او این پیکره را جابه‌جا کرد که با نام The Kiss یا بوسه شهرت یافت، چرا که به نظر می‌آمد که با سایر مجسمه‌های در حال عذاب تفاوت داشت.
- Ugolin et ses enfants (به انگلیسی: Ugolino and His Children) (به فارسی: اوگولینو و فرزندانش) شخصیت Ugolino della Gherardesca را مجسم می‌کند، کسی که بر اساس داستان، اجساد فرزندانش را بعد از مرگ آنان بعد از قحطی خورد. (موقعیت دقیق این داستان: Dante, Inferno, Canto XXXII) مجموعه‌ٔ اوگلینو در سال ۱۸۸۲ به عنوان پیکره‌ای برنزی شکل‌گیری شد.
- Les trois Ombres (به انگلیسی: The Three Shades) (به فارسی: سه سایبان) که در ابتدا ۹۸ سانتی‌متر ارتفاع داشتند. مجموعهٔ بزرگ‌تر از اندازهٔ طبیعی بدن در ابتدا در سال ۱۸۹۹ از سه پیکرهٔ مجزا ساخته شده بود. بعدها رودن، یک دست را در پیکره‌ها جابه‌جا کرد تا آن‌ها را در فرمی مشابه فرم کوچک‌ترشان با یکدیگر ترکیب کند.
- Fugit Amor (به انگلیسی: Fugitive Love) (به فارسی: عشق فراری) در قطعهٔ در راستی قرار گرفته‌است. این یکی از چندین پیکره‌ای از عاشقان است که Paolo و Francesca da Rimini را مجسم می‌کنند. پیکرهٔ مذکر هم‌چنین The Prodigial نام دارد.
- Paolo and Francesca در قطعهٔ در راستی قرار دارند. پائولو قصد دارد که به فرانچزا برسد، کسی که به نظر می‌آید در حال گریز است.
- Meditation (به فارسی: اندیشه) در سمت راست Tympanum قرار دارد که به عنوان مجسمه‌ای برگترشده در سال ۱۸۹۶ نشان داده شده‌است.
- The Old Courtesan (به فارسی: فاحشهٔ پیر) پیکره‌ای برنزی ساخته‌شده در سال ۱۹۱۰ از یک بدن عریان زنانهٔ پیر است. از این مجسمه هم‌چنین با جملهٔ Celle qui fut la belle heaulmière (به انگلیسی: She Who Was Once the Helmet-Maker's Beautiful Wife) نام برده می‌شود. این عنوان از برگرفته از شعری نوشتهٔ François Villon می‌باشد.
- Je Suis Belle (به انگلیسی: I Am Beautiful) (به فارسی: من زیبا هستم)، طراحی‌شده در سال ۱۸۸۲، میان دومین گروه پیکره‌ها در بخش انتهایی راست در قرار دارد.
- Eternal Springtime (به فارسی: جوانی ازلی) در سال ۱۸۸۴ ساخته شد.
- Adam and Eve (به فارسی: آدم و حوا). رودن از هیئت‌رئیسه درخواست کمک مالی برای ساخت پیکره‌های آدم و حوا کرد که قرار بود چارچوب دروازه‌های جهنم باشد.

## موقعیت
گچ‌کاری نسخهٔ اصلی این اثر در سال ۱۹۱۷ ترمیم شد و در موزهٔ Musée d'Orsay پاریس در معرض نمایش قرار گرفته‌است. یک سری از plaster castها (قالبگیری گچی) که پیشرفت کار را نشان می‌دهند در موزهٔ Musée Rodin در Meudon 
(جنوب غربی پاریس) به نمایش گذاشته شده‌است. هم‌چنین در سال ۱۹۱۷، از یک مدل برای ساخت نسخهٔ آغازین سه پیکرهٔ برنزی استفاده شد:
- The Musée Rodin در پاریس
- The Rodin Museum در Philadelphia, Pennsylvania
- The National Museum of Western Art در Ueno Park, Tokyo

مجسمه‌های برنزی بعدی دیگری به وسیلهٔ موزهٔ Musée Rodin به چند مکان از جملهٔ موارد زیر منتقل شدند:
- کونستهاوس زوریخ در زوریخ
- The B. Gerald Cantor Rodin Sculpture Garden در دانشگاه استانفورد
- The Rodin Gallery در سئول کره

## مشخصات دقیق‌تر
It stands at ۶ m high, ۴ m wide and ۱ m deep (۱۹٫۶۹'H × ۱۳٫۱۲'W × ۳٫۲۹'D)